# 苏时学
苏时学（1814年—1874年1月），字斅元，号琴舫，又号爻山，晚年号猛陵山人。广西五袴厢登俊坊（今藤县藤城镇）人。清朝末年学者。

## 生平
清嘉庆十九年（1814年）生。道光二十六年（1846年）丙午科举人，候选内阁中书、奉直大夫。同治癸酉年十二月（1874年1月）去世。

## 重要著作
- 《宝墨楼诗四册》
- 《宝墨楼楹联》
- 《墨子刊误》
- 《游瑶日记》
- 《羊城游记》
- 《爻山笔话》
- 《镡津考古录》